# Phyllodonta latrata
Phyllodonta latrata är en fjärilsart som beskrevs av W. Warren 1894. Phyllodonta latrata ingår i släktet Phyllodonta och familjen mätare. Inga underarter finns listade i Catalogue of Life.